# Инчешти (Пошага)
Инчешти (рум. Incești) насеље је у Румунији у округу Алба у општини Пошага. Oпштина се налази на надморској висини од 950 m.

## Становништво
Према подацима из 2011. године у насељу је живело 3 становника.